# Sébastien Turgeon
Sébastien Turgeon (1973) è un ex sciatore alpino canadese.

## Biografia
Specialista delle prove tecniche fratello di Mélanie, a sua volta sciatrice alpina, Sébastien Turgeon non ottenne piazzamenti di rilievo in Coppa del Mondo e si ritirò durante la stagione 1994-1995: la sua ultima gara fu uno slalom gigante FIS disputato il 29 gennaio a Mont-Sainte-Anne. Non prese parte a rassegne olimpiche o iridate.

## Palmarès

### Campionati canadesi
- 1 medaglia (dati parziali fino alla stagione 1994-1995)[2]:
  - 1 oro (combinata nel 1993)